# Buněčná linie THP-1
THP-1 je monocytární lidská buněčná linie získaná z krve pacienta trpícího akutní leukemií. Tyto buňky se morfologickými a funkčními vlastnostmi podobají primárním monocytům a makrofágům, včetně markerů diferenciace. Využívají se tedy jako modelový systém ke studiu imunitní odpovědi a funkce, aktivity, mechanismů a signálních drah monocytů/makrofágů.

## Charakteristika
Monocytární THP-1 jsou samostatné kulaté buňky vyskytující se v suspenzi. Po diferenciaci se stávají adherentními a fenotypově se podobají makrofágům: plochý nepravidelný tvar, dobře vyvinutý Golgiho aparát a drsné endoplazmatické retikulum, velký počet volných ribozomů v cytoplazmě. THP-1 buňky mají fagocytární fyziologii (jak pro latexové kuličky, tak pro senzibilizované erytrocyty).

## Kultivace
Vhodné podmínky pro kultivaci jsou 37 °C, atmosféra 5% CO2. Základním kultivačním médiem je pro tuto buněčnou linii médium RPMI-1640 doplněné o fetální hovězí albumin (BSA) a 2-merkaptoethanol. Průměrná doba zdvojení THP-1 monocytů se pohybuje v rozmezí 35-50 hodin. Tuto imortalizovanou buněčnou linii lze kultivovat in vitro až do 25 pasáže (cca 3 měsíce) beze změn buněčné citlivosti a aktivity. THP-1 buňky lze zmražené skladovat řadu let a podle vhodného protokolu lze tuto buněčnou linii obnovit bez zjevných změn vlastností a životaschopnosti buněk.

## Diferenciace THP-1 makrofágů
Monocytární buňky THP-1 mohou diferencovat v buňky fenotypově podobné makrofágům za použití forbol-12-myristát-13-acetátu (PMA), 1,25-dihydroxyvitaminu D3 (vD3) nebo faktoru stimulujícího kolonie makrofágů (M-CSF). Pro kontrolu plné diferenciace je třeba sledovat adhezi buněk, fagocytární kapacitu a expresi povrchových markerů diferenciace jako jsou CD-14, CD36, TLR-2 a CR3 (CD11b/CD18).

## Rizika
Z hlediska biologické bezpečnosti spadá tato buněčná linie dle doporučení ATCC (Americká sbírka typových buněčných kultur) do kategorie Biosafety Level 1. Nejsou hlášeny žádné důkazy o přítomnosti infekčních virů nebo toxických produktů v buňkách THP-1, což činí tuto buněčnou linii relativně bezpečnou a snadnou pro manipulaci.

## Aplikace
Buněčná linie THP-1 je vhodným, zjednodušeným a spolehlivým modelem pro in vitro studium aktivity a funkce primárních monocytů a makrofágů, diferenciace makrofágů a účinků podnětů z okolního prostředí.
Mohou být prováděny genetické modifikace THP-1 buněk malými interferujícími RNA (siRNA) za účelem snížení regulace exprese specifické bílkoviny.
THP-1 buňky jsou vhodné pro DNA microarray analýzu, jelikož lze použít velké množství buněk s homogenním genetickým pozadím.
Tato buněčná linie byla také použita ke studiu produkce makrofágových cytokinů a peptidových hormonů.
U THP-1 makrofágů byla zkoumána tvorba dvou proteinů podílejících se na metabolismu lipidů, tj. enzymu lipoproteinové lipázy (LPL) a proteinu vázajícího lipidy apo E.
Tato linie bývá využívána jako model pro zkoumání některých fyziologických procesů souvisejících s makrofágy, například efluxu cholesterolu makrofágy.